# Tarifwechsel
Der Tarifwechsel ist der Anspruch nach § 204 Versicherungsvertragsgesetz (VVG) des oder der Versicherten gegenüber seiner oder ihrer privaten Krankenversicherung auf Änderung des Krankenversicherungstarifs. Dies kann der Wechsel in einen preisgünstigeren oder höherwertigen, aber dann teureren Tarif unter Anrechnung der bisher angesparten Alterungsrückstellung sein. Nur beim Wechsel in einen höherwertigen Tarif darf sich die Versicherungsgesellschaft eine Gesundheitsprüfung und Risikozuschläge vorbehalten. Motiv für den Tarifwechsel kann sein der Wunsch nach
- Leistungsverbesserung: insbesondere bei jüngeren Versicherungsnehmern, die von einem günstigen Tarif bei Einkommensteigerung in einen voll ausgestatteten, teureren Tarif wechseln wollen

- Beitragsersparnis: insbesondere bei älteren Versicherungsnehmern, die von den gestiegenen Beiträgen als Folge verbesserten medizinischen Fortschrittes oder höherer Schadensquote in den älteren Altersstufen wirtschaftlich überfordert werden.

## Tarifwechsel
Bei einem Tarifwechsel nach § 204 VVG ist zwischen einem Tarifwechsel ohne Wechsel des Versicherers und mit Wechsel zu einem anderen Versicherer zu unterscheiden.

### Ohne Wechsel des Versicherers

#### Wechsel in einen höherwertigen Tarif
Ein Wechsel in einen höherwertigen, dafür aber in der Regel teureren Tarif ist für den Versicherungsnehmer unter Mitnahme seiner Altersrückstellung möglich. Nach § 204 Abs. 1 Nr. 1 VVG kann der Versicherer hier für die Mehrleistung einen Leistungsausschluss oder einen angemessenen Risikozuschlag und auch eine Wartezeit verlangen.

#### Wechsel in einen billigeren Tarif
Gemäß § 204 Abs. 1 Nr. 1 VVG ist ein Wechsel in einen billigeren Tarif, zum Beispiel durch Erhöhung der Selbstbeteiligung, Abwahl des Einzelzimmers im Krankenhaus usw. ohne neue Gesundheitsprüfung und Risikozuschläge beim gleichen Versicherer immer zulässig. Dies ist oft dann angezeigt, wenn die Prämien sich erhöhen. Die Verpflichtung der Versicherungsunternehmen, bei Prämienerhöhungen dem Versicherungsnehmer gleichzeitig günstigere Tarife vorzuschlagen, die einen ähnlichen Leistungsumfang bieten, wird von den wenigsten Versicherern tatsächlich im angestrebten Umfang eingehalten.

#### Basistarif, Notlagentarif
Weiterhin möglich ist unter gewissen Voraussetzungen der Wechsel in den Basistarif (siehe unten) und in den Notlagentarif (siehe unten).

### Mit Wechsel des Versicherers
Gemäß § 205 Abs. 1 VVG kann ein Versicherungsnehmer den Versicherungsvertrag zum Ende eines Kalenderjahres unter Einhaltung einer 3-Monate-Frist kündigen. Ein Wechsel zu einem anderen Versicherer ist dann möglich. Außerhalb des Basistarif besteht für den neuen Versicherer aber kein Kontrahierungszwang. Eine (teilweise) Mitnahme der Alterungsrückstellung zum neuen Versicherer ist nur möglich, wenn der bisherige Krankenversicherungsvertrag nach dem 1. Januar 2009 abgeschlossen worden ist. Näheres hierzu ist im folgenden Abschnitt beschrieben.

## Mitnahme der Alterungsrückstellung
Seit 2009 ist es durch eine Gesetzesänderung möglich, bei einem Tarifwechsel seine Alterungsrückstellung zu behalten oder auf einen neuen Versicherer mitzunehmen. Die 2009 rechtswirksam gewordenen Änderungen wurden notwendig, weil für sehr viele Versicherungsnehmer der Wechsel zu einem anderen, meist günstigeren Versicherungsunternehmen durch den Verlust der Alterungsrückstellung die Prämien im Alter enorm verteuerte. In vielen Fällen wurde ein Wechsel aus diesem Grund nicht möglich und band die Versicherungsnehmer faktisch an ihr Versicherungsunternehmen. Um hier eine bessere Wettbewerbssituation zu schaffen, wurde die Übertragung der Alterungsrückstellung gesetzlich verankert und ihr genauer Umfang festgelegt. Bei sogenannten Altverträgen, die vor dem Jahre 2009 abgeschlossen wurden, gibt es für den Versicherungsnehmer aber keinen Rechtsanspruch auf Mitnahme der Alterungsrückstellung. Bei Altverträgen besteht für Versicherungsnehmer dennoch eine Form der Pufferung für die Beiträge: Altersrückstellungen werden nicht personenbezogen verwendet, sondern auf eine ganze Gruppe von Versicherungsnehmern angewendet. Im Bereich der über 50-Jährigen wird die gesamte Summe aller Altersrückstellungen zu einer Abfederung der Beiträge von allen Versicherungsnehmern in dieser Klasse herangezogen. Die Wirkung der Abfederung verschlechtert sich damit geringfügig für den einzelnen Versicherungsnehmer, was zu steigenden Versicherungsbeiträgen bei höherem Lebensalter trotz Altersrückstellungen führt.

## Praxis des Tarifwechsels
Verschiedene Medien berichten immer wieder davon, dass Versicherer versuchen, einen Tarifwechsel zu torpedieren. Demnach würden nicht wenige Versicherer klar geäußerten Tarifwechsel-Wünschen ihrer Kunden keine angemessene Aufmerksamkeit widmen, diese nachrangig behandeln oder sogar blockieren. Eine weitere Vorgehensweise ist, die Versicherten durch unattraktive Vorschläge von ihrem Vorhaben, den Tarif zu wechseln, abzubringen. Hierzu gehören z. B. die Option, zugunsten kleinerer Monatsbeiträge den Selbstbehalt zu erhöhen oder die Taktik, lediglich Policen anzubieten, die nur unwesentlich weniger Kosten und zugleich mit einem geringeren Leistungsumfang einhergehen.
Als Reaktion auf die wiederholte Kritik am Vorgehen der Versicherungsunternehmen einigte sich der Verband der Privaten Versicherung auf die am 1. Januar 2016 in Kraft getretenen „Leitlinien der Privaten Krankenversicherung für einen transparenten und kundenorientierten Tarifwechsel“. Darin verpflichten sich die 25 größten privaten Versicherungsgesellschaften Deutschlands zu einem kundenfreundlicheren Vorgehen hinsichtlich der Tarifwechselmöglichkeit innerhalb der PKV. Das Tarifwechselrecht des Versicherten wird anerkannt und gleichzeitig wird dem Kunden zugesichert, ihn durch eine kompetente und transparente Beratung und dem Aufzeigen adäquater Alternativen zu seinem bisherigen Versicherungsschutz beim Tarifwechsel zu unterstützen.
Infolge des Gesetzesbeschlusses von 2009 positionierten sich zudem verschiedene Unternehmen auf dem deutschen Markt, die zumeist auf Honorarbasis eine Beratung und Hilfe zum Tarifwechsel innerhalb der Gesellschaft anbieten. Die Beratung zum PKV-Tarifwechsel wird auch kostenlos angeboten, die Kosten für die Beratung werden dann gem. den sogenannten Maklerusancen von der PKV getragen.

## Tarifwechseloptionen für Beitragersparnis
Folgende Optionen bestehen für den Versicherten.

### Wechsel in einen billigeren Tarif
Gemäß § 204 Abs. 1 Nr. 1 VVG ist ein Wechsel in einen billigeren Tarif ohne neue Gesundheitsüberprüfung und Risikozuschläge beim gleichen Versicherer immer zulässig (siehe oben).

### Wechsel in den Basistarif
Ein Wechsel in den Basistarif ist gemäß §§ 204 Abs. 1 Nr. 1 VVG, 12 Abs. 1b Nr. 4 VAG ohne neue Gesundheitsüberprüfung und Risikozuschläge insbesondere dann möglich, wenn die bestehende Versicherung nach dem 1. Januar 2009 abgeschlossen wurde oder wenn der Versicherte das 55. Lebensjahr vollendet hat oder eine Rente aus der GRV bezieht. Der Basistarif entspricht von seinem Leistungsumfang der GKV. Der Beitrag für den Basistarif darf gemäß § 12 Abs. 1c VAG den Höchstbeitrag der GKV, im Jahre 2015 maximal 639,38 € monatlich, nicht übersteigen. Wird jemand durch die Zahlung dieses Beitrags sozialhilfebedürftig, halbiert sich der Beitrag für die Dauer der Hilfebedürftigkeit.

### Wechsel in den Notlagentarif
Ein Wechsel in den Notlagentarif ist für diejenigen Versicherungsnehmer vorgeschrieben, die trotz wiederholter Mahnungen ihre Versicherungsprämien nicht bezahlen- § 193 Abs. 6 VVG. Es tritt dann ein Ruhen des Versicherungsvertrages ein. Das Ruhen des Vertrages tritt nicht ein oder endet, wenn der Versicherungsnehmer sozialhilfebedürftig wird. Solange der Vertrag ruht, ist der Versicherungsnehmer gemäß § 193 Abs. 7 VVG im Notlagentarif nach § 12h VAG versichert. Der Notlagentarif sieht ausschließlich einen Kostenersatz für die Behandlung von akuten Erkrankungen und Schmerzzuständen sowie bei Schwangerschaft und Mutterschaft vor.

### Wechsel zu einem anderen Versicherer
Gemäß § 205 Abs. 1 VVG kann eine in der privaten Krankenversicherung versicherte Person den Versicherungsvertrag zum Ende eines Kalenderjahres unter Einhaltung einer 3-Monate-Frist kündigen. Wurde der bisherige substitutive Krankheitskostenversicherung nach dem 1. Januar 2009 abgeschlossen, ist ein Wechsel zu einem anderen Versicherer unter (teilweiser) Mitnahme der Alterungsrückstellungen möglich. Außerhalb des Basistarif besteht für den neuen Versicherer aber kein Kontrahierungszwang.

### Wechsel in die gesetzliche Krankenversicherung – GKV
Eine Rückkehr früher privat Versicherter in die gesetzliche Krankenversicherung, insbesondere bei älteren Versicherten, ist weder vom Gesetzgeber noch von den gesetzlichen Kassen gewünscht, da hierdurch die Solidargemeinschaft der gesetzlichen Kassen geschädigt würde. Aus diesem Grund ist ein Wechsel in die gesetzliche Krankenversicherung nur unter ganz eng begrenzten Umständen möglich. Wenn der Versicherungsnehmer über 54 Jahre alt ist, besteht praktisch nur eine Rückkehrmöglichkeit, wenn er die Voraussetzungen für eine Familienversicherung nach § 10 SGB V erfüllt, da bei einer Familienversicherung die Versicherungsfreiheit nach § 6 Abs. 3a SGB V für über 54-jährige Personen nicht gilt. Wer jünger als 55 Jahre alt, kehrt in die GKV zurück, wenn er als Arbeitnehmer nach § 5 Abs. 1 Nr. 1 SGB V wieder versicherungspflichtig wird. Das ist der Fall, wenn sein Arbeitsentgelt als AN voraussichtlich für 1 Jahr unter die Versicherungspflichtgrenze sinkt. Diese beträgt im Jahre 2015 54.900,00 € jährlich = 4575,00 € monatlich. Für Arbeitnehmer, die bereits am 31. Dezember 2002 privat krankenversichert waren, beträgt die Versicherungspflichtgrenze 48.600,00 € jährlich = 4050,00 € monatlich. Auch wer arbeitslos wird und Arbeitslosengeld bezieht, ist nach § 5 Abs. 1 Nr. 2 SGB V in der GKV pflichtversichert, sofern er gemäß § 8 Abs. 1 Nr. 1a SGB V darauf verzichtet, sich von der Krankenversicherungspflicht befreien zu lassen.
Nach § 9 Absatz 3 SGB V können Berufsanfänger, die erstmals im Inland eine Beschäftigung aufnehmen und deren regelmäßiges Jahresarbeitsentgelt als Arbeiter und Angestellte die Jahresarbeitsentgeltgrenze übersteigt, sich freiwillig in der GKV versichern, selbst wenn sie zuvor als Studenten PKV-versichert waren. Hierbei steht „Beschäftigung“ für nichtselbständige Arbeit; die Aufnahme einer selbständigen oder freiberuflichen Tätigkeit direkt nach dem Studium begründet hingegen keinen Anspruch auf einen freiwilligen Beitritt in der GKV nach § 9 Absatz 3 SGB V. Der Beitritt ist der gesetzlichen Krankenkasse innerhalb von drei Monaten nach Aufnahme der Beschäftigung anzuzeigen.
Nach § 9 Abs. 1 Nr. 4 SGB V haben auch Schwerbehinderte unter gewissen Voraussetzungen eine Rückkehrmöglichkeit in die GKV.
Für Selbständige ist die Rückkehr in die GKV nur dann möglich, wenn sie die Selbständigkeit aufgeben und in ein versicherungspflichtiges Arbeitsverhältnis eintreten. Auch bei einem Einkommen unter monatlich 405,00 € können Selbstständige gemäß § 10 SGB V über die Familienversicherung nach Aufgabe der selbstständigen Tätigkeit wieder bei der GKV versichert werden.
Wer als PKV-Versicherter für die Dauer der Elternzeit familienversichert wird, kann sich durch eine Anwartschaft in der PKV einen Anspruch auf eine nahtlose Weiterversicherung in der PKV nach dem Ende der Elternzeit sichern. Diese kann dann je nach Vertragsbedingungen ohne Gesundheitsprüfung und ggf. zu den gleichen Konditionen durchgeführt werden, unter Mitnahme der Altersrückstellungen.